# قتال الترك (علامات الساعة الصغرى)
قتال الترك إحدى النبوءات التي أخبر النبي محمد صلى الله عليه وسلم بها المسلمين أنها من علامات الساعة الصغرى، وقد اختلف العلماء والباحثون في كونها وقعت بشكل كامل أو وقع بعض نبوءاتها فقط فذهب البعض إلى أنها وقعت وقالوا أن الترك المقصود بهم هم التتار والمغول الذين اجتاحوا البلاد الإسلامية من المشرق وصولا إلى الشام ثم قتل خليفة المسلمين العباسي في بغداد وحدث قتال كبير بينهم وبين المسلمين أدى إلى انتهاء أمر المغول ودخول جزء كبير منهم في الإسلام وعودة الكفة للمسلمين في نهاية القتال. بينما يعتقد آخرون أن ما حدث من قبل هو جزء لم يكتمل فلم تحدث كلها ويكون حدوثها قرب قيام الساعة مستقبلا.
أخبر النبي صلى الله عليه وسلم عن قتال كبير سيكون بين المسلمين والترك، ووصف الترك بأوصاف دقيقة فلم يخرجوا عما قال ووقع ما أخبر به إبان هجوم المغول والتتار على البلاد الإسلامية واجتياحهم لها.

## الأدلة من السنة
قال رسول الله صلى الله عليه وسلم ((لا تقوم الساعة حتى تقاتلوا الترك، صغار الأعين حمر الوجوه ذلف الأنوف كأن وجوههم المجان المطرقة، ولا تقوم الساعة حتى تقاتلوا قوما نعالهم الشعر)) ومعنى دلف الأنوف غليظة وقال النووي فطس الأنوف قصارها مع انبطاح وقيل هو غلظ في أرنبة الأنف والمجان جمع مجن وهو الترس.وعن [[قيس بن حازم قال: أتينا أبي هريرة فقال صحبت رسول الله صلى الله عليه وسلم ثلاث سنين سمعته يقل- وقال بيده-:((بين يدي الساعة تقاتلون قوما نعالهم الشعر ولا تقوم الساعة حتى تقاتلوا قوما كأن وجوههم المجان المطرقة)). وفي رواية قال رسول الله صلى الله عليه وسلم ((لا تقوم الساعة حتى تقاتلوا قوما صغار الأعين عراض الوجوه كأن أعينهم حدق الجراد كأن كأن وجوههم المجان المطرقة ينتعلون الشعر ويتخذون الدرق يربطون خيلهم بالنخل)). وأخرج أحمد بن حنبل في المسند عن عبد الله بن بريدة عن أبيه قال كنت جالسا عند النبي صلى الله عليه وسلم فسمعناه يقول ((إن أمتي يسوقها قوم عراض الوجوه صغار الأعين، كأن وجوههم الجحف ثلاث مرات حتى يلحقوهم بجزيرة العرب أما السائقة الأولى فينجو من هرب منهم وأما الثانية فيهلك بعض وينجو بعض أما الثالثة فيصطلمون من بقي منهم ))قالو يا نبي الله من هم؟ قال ((هم الترك، أما والذي نفسي بيده ليربطن خيولهم بسواري مساجد المسلمين)) ومعنى فيصطلمون من بقي منهم أي يحصدون من بقي في المرة الثانية.
وحدث مسلم بن أبي بكرة قال سمعت أبي يحدث أن رسول الله صلى الله عليه وسلم قال ((ينزل ناس من أمتي بغائط يسمونه البصرة عند نهر يقال له دجلة يكون عليه جسر يكثر أهلها وتكون من أمصار المهاجرين -وفي رواية تكون من أمصار المسلمين- فإذا كان في آخر الزمان جاء بنو قنطوراء عراض الوجوه صغار الأعين حتى ينزلوا على شط النهر فيتفرق أهلها ثلاث فرق فرقة يأخذون أذناب البقر والبرية وهلكوا وفرقة يأخذون لأنفسهم وكفرو وفرقة يجعلون ذراريهم خلف ظهورهم ويقاتلون وهم الشهداء)). ومعنى الغائط أي المكان المنخفض من الأرض ويقصد بفرقة يأخذون أذناب البقر أي يشتغلون بالحرث عن الجهاد.وعن أبي هريرة أن رسول الله قال ((لا تقوم الساعة حتى تقاتلوا خوزا وكرمان من الأعاجم حمر الوجوه فطس الأنوف صغار الأعين كأن وجوههم المجان المطرقة نعالهم الشعر)).

## أقوال وملاحظات
يقول محمد العريفي في كتابه نهاية العالم أن المتأمل في الأحاديث تبدو له ملاحظات هامة منها:
1. أن قتال هؤلاء-والله أعلم- هو مما مضى[6]، إلا أن يكون المقصود بقوله صلى الله عليه وسلم (بين يدي الساعة قريبا من قيامها وهذا قول النووي.[7] وابن كثير يقول تعليقا على حديث ((إن من أشراط الساعة أن تقاتلوا قوما عراض الوجوه كأن وجوههم المجان المطرقة) يقول أن المقصود أن الترك قاتلهم الصحابة فهزموهم وغنموهم وسبوا نساءهم وأبنائهم، وظاهر الحديث يقتضي أن يكون هذا من أشراط الساعة فإن كانت أشراط الساعة لا تكون إلا بين يديها قريبا، فقد يكون هذا واقع مرة أخرى بين المسلمين والترك حتى يكون آخر ذلك خروج يأجوج ومأجوج.[8]
2. يمكن أن يكون القتال المذكور في الأحاديث قتال لأقوام يتبعون أصلا واحدا وهم الترك، يتفرغ منهم بطون مختلفة كخور وكرمان وقوم نعالهم الشعر... وغير ذلك وهذا ما أشار إليه ابن كثير والنووي. والظاهر لترجمة البخاري للأحاديث في صحيحه أنهم أقوام يختلفون عن بعضهم، وقال ابن حجر ظاهر بعض الأحاديث أن الذين ينتعلون الشعر غير الترك[9] وذكر رواية في أن أصحاب بابك الخرمى كانوا ينتعلون الشعر وقال عن بابك الخرمى (كان من طائفة الزنادقة استباحو المحرمات وقامت لهم شوكة كبيرة أيام المامون وغلبوا على كثير من بلاد العجم كطبرستان والري، إلى أن قتل في زمن المعتصم))

## هوية الترك
المجموعات التركية هي واحدة من المجموعات والشعوب الأوروآسيوية، وهذه الجماعات تقيم متفرقة على متداد القارة الأورو آسيوية (أوربا وأسيا) في الوسط والشمال والغرب من هذه القارة الكبرى. الترك أو الشعوب التركية هم من يتكلمون اللغات التي تنتمي إلى مجموعة اللغات التركية، فمصطلح الترك يطلق على تلك الجماعات الإثنية اللغوية من أمثال الكازاخ والأذر والتتار ووالقرقيز والأتراك في تركيا وووالأويغور والأوزبك وغيرهم، أيضا فإن ممن ينتمون إلى الجماعات التركية الشعوب التركية القديمة كالسلاجقة والعثمانيون والخرز والبلغار والآفار والمماليك والتيموريون، وقد ذهب المؤرخون والمختصون إلى أن الترك جاءوا من أواسط القارة الآسيوية، وبذلك يكون وسط أسيا هو الموطن الأصلي لهذه الجماعات، إلا أن هذا لا يمنع أن لكل شعب من الشعوب المذكورة منطقة خاصة به ينفرد بها وحده، ومع الترحال والتنقل أخذت اللغات التركية بالانتشار بشكل كبير في كافة المناطق، ينوه إلى أن مصطلح الترك يطلق على كافة الشعوب التي تنتمي إلى المناطق المتعددة من القارة القارة الأورو آسيوية وهم أيضا الذين يتحدثون اللغات التركية كافة أما الأتراك فهم من يسكنون حاليا في تركيا ويتحدثون اللغة التركية، وهم شعب من عائلة شعوب الترك.

## الأمر بترك الترك ما تركو المسلمين
أمر النبي بتركهم حيث قال ((دعوا الحبشة ما ودعوكم وأتركوا الترك ما تركوكم)) فالحديث يشير إلى عدم التعرض لقتال الحبشة والترك طالما أن هاتين الأمتين لم يتعرضا للمسلمين ولم يبدءا قتالهم ويقول الخطابي  إن الجمع بين قوله تعالى {وقاتلوا المشركين كافة} وبين هذا الحديث أن الآية مطلقة والحديث مقيد فيحمل المطلق على المقيد ويجعل الحديث مخصصا لعموم الأية كما خص ذلك في حق المجوس فإنهم كفرة ومع ذلك أخذ منهم الجزية لقول الرسول ((سنوا بهم سنة أهل الكتاب))، والحكمة بعدم تهييج الحبشة والترك يقول الخطابي  وأما تخصيص الحبشة والترك بالترك والودع فلأن بلاد الحبشة وغيره بين المسلمين وبينهم مهامه وقفار فلم يكلف المسلمين دخول ديارهم لكثرة التعب وعظمة المشقة، وأما الترك فبأسهم شديد وبلادهم باردة والعرب وهم جند الإسلام كانو من البلاد الحارة فلهذين السببين خصصهم. وهي نصيحة نبوية غابت عن المسلمين، فالنبي قد أرشد أمته إلى عدم تهييج الترك وتركهم وشأنهم وعدم بدئهم بقتال ونحوه، واستمر المسلمين على هذا دهرا من الزمان إلى أن وقعوا في المخالفة وعواقبها وقاموا يتهييج الترك وقائدهم جنكيز خان وتعرضوا لتجاره وقتلوهم واستولوا على بضاعتهم واساءو معاملة رسوله تحثيرا لهم مما هيج جنكيز خان للتحرك نحوهم ونتقاما فكانت الطامة الكبرى بما يعرفوا بالهجمة المغولية على المسلمين.
وليس المقصود بالترك ما اشتهر في هذا الزمان من الأتراك في تركيا، وقد يكون هؤلاء من جملتهم ولكن المقصود بهم هم خلق من الناس هذه صفاتهم وهم من الشرق ومنهم المغول والتتار.

## خوز وكرمان
عن أبي هريرة أن النبي صلى الله عليه وسلم قال ((لا تقوم الساعة حتى تقاتلوا خوزا وكرمان من الأعاجم حمر الوجوه فطس الأنوف، صغار الأعين وجوههم المجان المطرقة نعالهم الشعر)) فخوز وكرمان إقليمان من أقاليم العجم، أما كرامان فهي بلدة مشهورة بين خراسان وبحر الهند، أما خوز فهم من عراق العجم ويمكن أن يراد بها مناطق قريبة من بحر قزوين، وفي هذا الحديث إشارة إلى أن المراد بأحاديث قتال الترك هو ما سيقع بين المسلمين وبين الأقوام التي خلف جبال القوقاز، ومن شابههم في الأوصاف بالمشرق والأحاديث بمجموع طرقها تشير إلى عدة معارك وليس معركة واحدة، وقال رسول الله صلى الله عليه وسلم ((لينزلن الدجال خوز وكرمان في سبعين ألفا وجوههم المجان المطرقة)) ويحتمل الأمر أن خوز وكرامان من أول المعاقل التي تقع في يد الدجال ومنها يتوجه لقتال المسلمين بمن معه ممن يحملون أوصاف الترك ممن هاجم بهم خوز وكرمان.